# Liberation Transmission
Liberation Transmission är ett musikalbum med Lostprophets från 2006. Albumet släpptes i juni och låg en vecka i juli etta på försäljningslistan i Storbritannien.

## Låtlista
1. "Everyday Combat" - 5:11
2. "A Town Called Hypocrisy" - 3:39
3. "The New Transmission" - 3:32
4. "Rooftops (A Liberation Broadcast)" - 4:11
5. "Can't Stop, Gotta Date with Hate" - 3:42
6. "Can't Catch Tomorrow (Good Shoes Won't Save You This Time)" - 3:36
7. "Everybody's Screaming!!!" - 3:52
8. "Broken Hearts, Torn Up Letters and the Story of a Lonely Girl" - 4:04
9. "4:AM Forever" - 4:27
10. "For All These Times Son, For All These Times" - 3:54
11. "Heaven for the Weather, Hell for the Company" - 4:13
12. "Always All Ways (Apologies, Glances and Messed Up Chances)" - 4:25